# (13031) Durance
(13031) Durance ist ein Asteroid des Hauptgürtels, der am 26. September 1989 vom belgischen Astronomen Eric Walter Elst am La-Silla-Observatorium (IAU-Code 809) der Europäischen Südsternwarte in Chile entdeckt wurde.
Der Asteroid wurde am 19. August 2008 nach dem französischen Fluss Durance benannt, deren Oberlauf die Grenze zwischen den Cottischen Alpen im Osten und den Dauphiné-Alpen im Westen bildet und die knapp südlich von Avignon als linker Nebenfluss in die Rhone mündet.